# Johann von Kerssenbrock (Ritter)
Johann von Kerssenbrock (* im 13. Jahrhundert; † im 14. Jahrhundert) war Burgmann und Ritter von Ravensberg bei Bielefeld.

## Leben
Johann von Kerssenbrock entstammte dem ostwestfälischen Adelsgeschlecht Kerssenbrock, das im 13. Jahrhundert wesentlich mit den Grafen von Ravensberg zusammenarbeitete. Über seinen Lebensweg gibt die Quellenlage keinen Aufschluss. Bei Beurkundungen vom 14. November 1266, 17. November 1285, 25. Juli 1298 und 19. Dezember 1300 trat er als Zeuge auf. Sein Name wird dabei in den Jahren 1266, 1298 und 1300 als Johannes de Kersebroke geschrieben, 1285 als Johannes Kersenbrock. Wie Judith Oliver vermutet, könnte es sich daher um verschiedene Personen handeln, zumal berichtet wird, dass ein Johann de Kersebroke am 10. Nov. 1285 starb.
Im Jahr 1285 wird eine Donation des Grafen Otto III. von Ravensberg (* 1249; † 1306, ein Bruder von Ludwig von Ravensberg, dem Bischof von Osnabrück) an das Kloster Rulle bei Osnabrück beurkundet, in der eine Gisela von Kerssenbrock als Nonne lebte. Die genaue Verwandtschaftsbeziehung zwischen Gisela und Johannes ist nicht bekannt.